# 100 mètres brasse féminin aux Jeux olympiques d'été de 2012
Navigation
Pékin 2008 Rio de Janeiro 2016
L'épreuve de 100 m brasse femmes des Jeux olympiques d'été de 2012 a lieu le 29 et le 30 juillet au London Aquatics Centre.

## Qualification
Pour participer à cette épreuve, les temps de qualification étaient de 1 min 08 s 49 pour le temps de qualification olympique (TQO) et de 1 min 10 s 89 pour le temps de sélection olympique (TSO) qui devaient être effectués entre le 1er mars 2011 et le 18 juin 2012. Un comité national olympique (CNO) pouvait inscrire 2 nageuses si elles faisaient le TQO et 1 nageuse si elle effectuait le TSO. Les CNO pouvaient inscrire des nageurs indépendamment du temps (1 nageur par sexe sur l'ensemble des épreuves) s'ils n'avaient pas de nageurs qui avaient réussi les temps de qualification nécessaires.

## Records
Avant cette compétition, les records dans cette discipline étaient les suivants :
| Record du monde  | 1 min 04 s 45 | Jessica Hardy | États-Unis | 7 août 2009  | Federal Way (États-Unis) | [ 2 ] |
| Record olympique | 1 min 05 s 17 | Leisel Jones  | Australie  | 10 août 2008 | Pékin (Chine)            | [ 3 ] |

## Médaillés
| Or             | Argent       | Bronze        |
| Rūta Meilutytė | Rebecca Soni | Satomi Suzuki |

## Résultats

### Finale (30 juillet au soir)
| Rang | Ligne | Nom                   | Nationalité | Temps         | Notes |
| ---- | ----- | --------------------- | ----------- | ------------- | ----- |
| 1    | 4     | Rūta Meilutytė        | Lituanie    | 1 min 05 s 47 |       |
| 2    | 5     | Rebecca Soni          | États-Unis  | 1 min 05 s 55 |       |
| 3    | 1     | Satomi Suzuki         | Japon       | 1 min 06 s 46 |       |
| 4    | 8     | Alia Atkinson         | Jamaïque    | 1 min 06 s 93 |       |
| 5    | 2     | Leisel Jones          | Australie   | 1 min 06 s 95 |       |
| 6    | 6     | Breeja Larson         | États-Unis  | 1 min 06 s 96 |       |
| 7    | 3     | Yuliya Efimova        | Russie      | 1 min 06 s 98 |       |
| 8    | 7     | Rikke Møller Pedersen | Danemark    | 1 min 07 s 55 |       |

### Demi-finales (29 juillet au soir)

#### Demi-finales 1
| Rang | Ligne | Nom               | Nationalité    | Temps         | Notes |
| ---- | ----- | ----------------- | -------------- | ------------- | ----- |
| 1    | 4     | Rebecca Soni      | États-Unis     | 1 min 05 s 98 | Q     |
| 2    | 5     | Breeja Larson     | États-Unis     | 1 min 06 s 70 | Q     |
| 3    | 3     | Satomi Suzuki     | Japon          | 1 min 07 s 10 | Q     |
| 4    | 8     | Tera van Beilen   | Canada         | 1 min 07 s 48 | Q     |
| 4    | 2     | Alia Atkinson     | Jamaïque       | 1 min 07 s 48 | Q     |
| 6    | 6     | Jennie Johansson  | Suède          | 1 min 07 s 57 |       |
| 7    | 7     | Suzaan van Biljon | Afrique du Sud | 1 min 07 s 68 |       |
| 8    | 1     | Mina Matsushima   | Japon          | 1 min 08 s 26 |       |

#### Demi-finales 2
| Rang | Ligne | Nom                   | Nationalité | Temps         | Notes    |
| ---- | ----- | --------------------- | ----------- | ------------- | -------- |
| 1    | 4     | Rūta Meilutytė        | Lituanie    | 1 min 05 s 21 | RE, NR Q |
| 2    | 5     | Yuliya Efimova        | Russie      | 1 min 06 s 57 | Q        |
| 3    | 3     | Leisel Jones          | Australie   | 1 min 06 s 81 | Q        |
| 4    | 2     | Rikke Møller Pedersen | Danemark    | 1 min 06 s 82 | Q        |
| 5    | 6     | Sarah Poewe           | Allemagne   | 1 min 07 s 68 |          |
| 6    | 7     | Leiston Pickett       | Australie   | 1 min 07 s 74 |          |
| 7    | 8     | Jillian Tyler         | Canada      | 1 min 07 s 87 |          |
| 8    | 1     | Zhao Jin              | Chine       | 1 min 07 s 97 |          |

### Séries (29 juillet le matin)
| Rang | Série | Ligne | Nom                     | Nationalité        | Temps         | Notes |
| ---- | ----- | ----- | ----------------------- | ------------------ | ------------- | ----- |
| 1    | 4     | 6     | Rūta Meilutytė          | Lituanie           | 1 min 05 s 56 | NR    |
| 2    | 6     | 4     | Rebecca Soni            | États-Unis         | 1 min 05 s 75 |       |
| 3    | 6     | 5     | Yuliya Efimova          | Russie             | 1 min 06 s 51 |       |
| 4    | 5     | 4     | Breeja Larson           | États-Unis         | 1 min 06 s 58 |       |
| 5    | 4     | 4     | Leisel Jones            | Australie          | 1 min 06 s 98 |       |
| 6    | 5     | 5     | Satomi Suzuki           | Japon              | 1 min 07 s 08 |       |
| 7    | 6     | 2     | Sarah Poewe             | Allemagne          | 1 min 07 s 12 |       |
| 8    | 6     | 3     | Jennie Johansson        | Suède              | 1 min 07 s 14 |       |
| 9    | 5     | 3     | Rikke Møller Pedersen   | Danemark           | 1 min 07 s 23 |       |
| 10   | 3     | 6     | Alia Atkinson           | Jamaïque           | 1 min 07 s 39 |       |
| 11   | 4     | 5     | Leiston Pickett         | Australie          | 1 min 07 s 41 |       |
| 12   | 3     | 2     | Suzaan van Biljon       | Afrique du Sud     | 1 min 07 s 54 |       |
| 13   | 4     | 1     | Zhao Jin                | Chine              | 1 min 07 s 68 |       |
| 14   | 4     | 2     | Mina Matsushima         | Japon              | 1 min 07 s 69 |       |
| 15   | 4     | 3     | Jillian Tyler           | Canada             | 1 min 07 s 81 |       |
| 16   | 5     | 2     | Tera van Beilen         | Canada             | 1 min 07 s 85 |       |
| 17   | 5     | 7     | Liu Xiaoyu              | Chine              | 1 min 07 s 99 |       |
| 18   | 3     | 3     | Sara El Bekri           | Maroc              | 1 min 08 s 21 |       |
| 19   | 5     | 1     | Joline Höstman          | Suède              | 1 min 08 s 28 |       |
| 20   | 6     | 7     | Moniek Nijhuis          | Pays-Bas           | 1 min 08 s 31 |       |
| 21   | 6     | 8     | Siobhan-Marie O'Connor  | Grande-Bretagne    | 1 min 08 s 32 |       |
| 22   | 5     | 6     | Caroline Ruhnau         | Allemagne          | 1 min 08 s 43 |       |
| 23   | 6     | 6     | Daria Deeva             | Russie             | 1 min 08 s 44 |       |
| 24   | 3     | 5     | Petra Chocova           | République tchèque | 1 min 08 s 59 |       |
| 25   | 4     | 7     | Marina Garcia Urzainqui | Espagne            | 1 min 08 s 64 |       |
| 26   | 4     | 8     | Sycerika McMahon        | Irlande            | 1 min 08 s 80 |       |
| 27   | 3     | 4     | Michela Guzzetti        | Italie             | 1 min 08 s 83 |       |
| 28   | 5     | 8     | Kate Haywood            | Grande-Bretagne    | 1 min 09 s 22 |       |
| 29   | 3     | 1     | Dilara Buse Gunaydin    | Turquie            | 1 min 09 s 43 |       |
| 30   | 2     | 4     | Tjasa Vozel             | Slovénie           | 1 min 09 s 63 |       |
| 31   | 2     | 5     | Anna Sztankovics        | Hongrie            | 1 min 09 s 65 |       |
| 32   | 2     | 6     | Fanny Babou             | France             | 1 min 09 s 76 |       |
| 33   | 3     | 7     | Kim Hye-Jin             | Corée du Sud       | 1 min 09 s 79 |       |
| 34   | 2     | 3     | Jenna Laukkanen         | Finlande           | 1 min 09 s 92 |       |
| 35   | 2     | 2     | Ana Rodrigues (en)      | Portugal           | 1 min 10 s 62 |       |
| 36   | 2     | 1     | Danielle Beaubrun       | Sainte-Lucie       | 1 min 11 s 12 |       |
| 37   | 3     | 8     | Mariia Liver            | Ukraine            | 1 min 11 s 23 |       |
| 38   | 2     | 7     | Chen I-Chuan            | Taipei chinois     | 1 min 11 s 28 |       |
| 39   | 6     | 1     | Concepcion Badillo Diaz | Espagne            | 1 min 12 s 58 |       |
| 40   | 2     | 8     | Tatiana Chisca          | Moldavie           | 1 min 13 s 30 |       |
| 41   | 1     | 4     | Ivana Ninkovic          | Bosnie-Herzégovine | 1 min 14 s 04 |       |
| 42   | 1     | 3     | Pilar Shimizu           | Guam               | 1 min 15 s 76 |       |
| 43   | 1     | 5     | Matelita Buadromo       | Fidji              | 1 min 16 s 33 |       |
| 44   | 1     | 6     | Oksana Hatamkhanova     | Azerbaïdjan        | 1 min 25 s 52 |       |
| 45   | 1     | 2     | Oyungerel Gantumur      | Mongolie           | 1 min 27 s 17 |       |
| 46   | 1     | 7     | Dede Camara             | Guinée             | 1 min 38 s 54 |       |